# Burgruine Lichtenhag
Burgruine Lichtenhag, historisch auch Burg Liechtenhaag, liegt im Gebiet der Gemeinde Gramastetten im Mühlviertel in Oberösterreich. Die erstmalige urkundliche Erwähnung war 1455. Nachdem die Burg unter den Starhembergern mit anderen Herrschaften zusammengelegt wurde, begann der Verfall. Die Ruine ist heute in Privatbesitz.

## Lage
Die ehemalige Höhenburg befindet sich auf halber Höhe eines steil in das Tal der Großen Rodl abfallenden Bergrückens in 470 m ü. A. Seehöhe. Die Anlage gehört zur gleichnamigen Ortschaft Lichtenhag in der Marktgemeinde Gramastetten, von dessen Ortszentrum die ehemalige Burg etwa einen Kilometer Luftlinie westlich entfernt liegt.

## Beschreibung
Die kleine ehemalige Burg weist einen ungleichmäßig dreiseitigen Grundriss auf. Die von der Ringmauer umbaute Gesamtfläche beträgt 1.100 Quadratmeter. Die Anlage bestand aus Gesindehäusern und einem mächtigen, fünfeckigen und einst fünfgeschoßigen Wohn- und Wehrturm mit gotischen Tor- und Fensterrahmen. Diese Gebäude sind heute Ruine. Ein zur Anlage gehöriges Wohnhaus vor der Ruine ist noch bewohnt.

## Geschichte

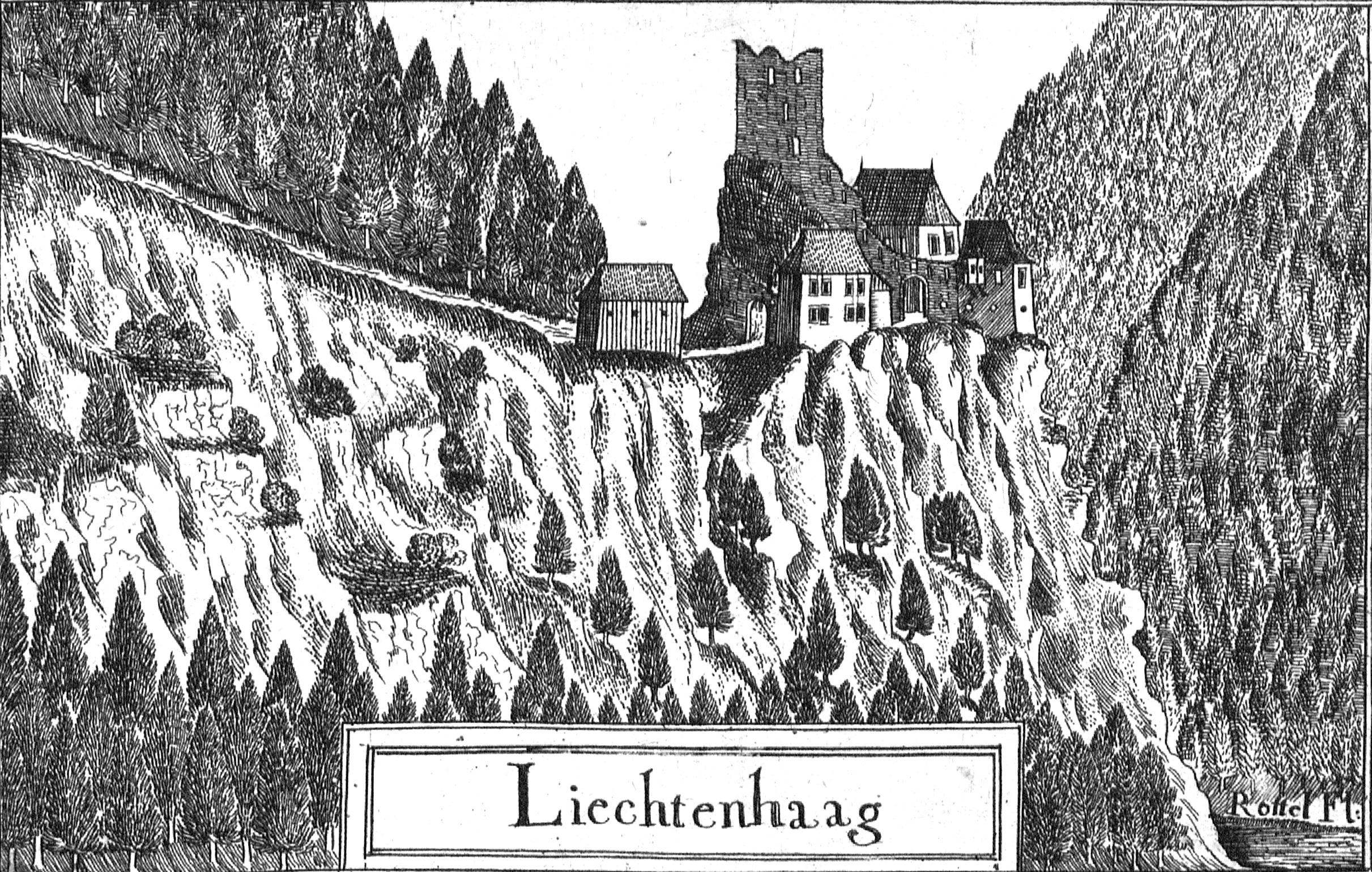
Burgruine Lichtenhag nach einem Stich von Georg Matthäus Vischer von 1674

Als Erbauer der Burganlage gelten die Herren von Haag. Die Herkunft der oberösterreichischen Herren von Haag lässt sich anhand der dünnen Urkundenlage nicht befriedigend klären. Eine Abstammung vom bayerischen Geschlecht der Ritter von Haag wäre genauso denkbar wie ein Zusammenhang mit den Besitzern der alten Burg Haag bei Stadt Haag in Niederösterreich. Ein Herr Espinius von Haag erwarb 1323 das Schloss Hartheim. Im nahe gelegenen Alkoven ließ sein Neffe Ulrich 1313 die Kirche von Annaberg bauen, die die Grablege der Herrn von Haag beherbergt. Der Sohn von Espinius, Wolfhard Espin von Haag, übernahm den Vornamen des Vaters zum Familiennamen. Die Haager nannten sich von nun an Espin von Haag, Espan und später Aspan von Haag. Der früher zur Burg Lichtenhaag gehörige Meierhof heißt heute noch „Maier in Aspanhof“. Zusätzlich zu Schloss Hartheim kauften die Aspanen Mitte des 15. Jahrhunderts das Schloss Wimsbach.
Der Name „Lichtenhaag“ findet sich erstmals im Titel des Herrn Martin Aspan von Haag zu Liechtenhaag und seines 1409 verstorbenen Bruders Wolfhard Aspan von Haag zum (!) Liechtenhag. Mit „Lichtenhag“ wird hier die Flur Lichtenhag bezeichnet, eine freie Fläche südlich der Burg unterhalb des Bauernhofs Maier in Aspanhof. Aus dem Namen „Lichtenhaag“ darf man auf einen unbewaldeten, umzäunten Grundbesitz schließen, in den die Herren von Haag gelangt waren. Bewirtschaftet wurde das Stück Land vom freieigenen „Alhartinghof“ aus, dem späteren Bauernhof „Maier in Aspanhof“

Der 1515 verstorbene Jörg Aspan von Haag zu Liechtenhaag ließ 1504 ein Urbar anlegen, in dem er den Bau der Burg erwähnt: 

„Das gschlos Liechtenhag, so mein eltern die äspan haben von grundt auf gepaut auf den grundt so zu dem hof gehört hat, genandt der alhartinghof, der da freis aigen ist, den man iez zw ainem pauhof praucht mit samt dem schaden hoff.“

Somit haben die Eltern von Jörg Aspan, Sigismund Aspan von Haag und seine Ehegattin Agnes, die Burg Mitte des 15. Jahrhunderts von Grund auf erbauen lassen auf dem Grund, der zum freieigenen Alhartinghof gehörte. Nach dem Bau der Burg wurde der Alhartinghof als Bauernhof gebraucht und in der Folge „Maier zu Aspanhof“ genannt. Die erste urkundliche Erwähnung erfuhr die Burganlage 1455 im Lehenbuch des Königs Ladislaus Postumus.
In einigen Burgenbüchern liest man, dass mit „Leuthard und Chunrad de Haage“ 1167 die ersten urkundlich fassbaren Besitzer der Burg Lichtenhag überliefert wären. Die Urkunde vom 14. Juli 1167 zählt Leuthard und Chunrad de Haage lediglich unter den Zeugen in einer Angelegenheit des Klosters Wilhering auf. Eine Burg kommt in der Urkunde nicht vor. Aus dem Namen Haage auf eine Burg in Lichtenhag zu schließen, ist historisch nicht haltbar. Genauso verhält es sich mit einer ebenfalls in einem renommierten Burgenbuch publizierten Behauptung, eine nur noch als Kopie tradierte Urkunde nenne 1278 einen „Heinrich von Lichtenhaag“. Der Text dieser falsch zitierten Urkunde kennt keinen „Heinrich von Lichtenhaag“, sondern einen „Hainrich von Hage“.
Die Lage der Burg auf halber Höhe über dem Tal der Großen Rodl dürfte den Herrn von Haag ermöglicht haben, den Salzhandel von Aschach an der Donau nach Böhmen zu kontrollieren. Durch das Rodltal verlief sicher kein Hauptverkehrsweg, doch versuchten Säumer (Händler) immer wieder auf abseits gelegenen Steigen dem Zoll zu entgehen.
Ihre Burg und Besitzungen erhielten die Aspanen als landesfürstliches Lehen. Zur Herrschaft Lichtenhaag gehörten neben Wald, Jagdgebieten und Fischgründen der Meierhof „Maier in Aspanhof“ sowie zahlreiche freieigene und belehnte Untertanen. Die Aspanen von Haag bekleideten hohe Ämter. Zeitweise waren sie Landrichter, Burggrafen und Pfleger in Wallsee, Scharnstein, Schaunberg und Neuhaus. Sie leisteten auch hervorragende Kriegsdienste. Jacob Aspan von Haag auf Liechtenhaag Herr zu Harthamb und Wimbspach wurde als seiner Römisch Kaiserlichen Majestät Rat und Landrat im Herzogtum Österreich ob der Enns um 1598 in den Freiherrnstand erhoben.
Als Hans Joachim von Aspan die Burg 1615 an Wolf von Gera verkaufte, war das „Gschloss Liechtenhaag“ bereits ein „schlechtes altes Gebäu darinnen ain Herr khain wohnung“ haben kann. Da Gera auf Burg Waxenberg residierte, benötigte er Lichtenhag nicht und gab die Anlage dem Verfall preis. Im Jahr 1654 erwarb Konrad Balthasar von Starhemberg die Herrschaften Waxenberg, Lichtenhag und Eschelberg. Lichtenhag wurde der Herrschaft Eschelberg zugeteilt. Die Lichtenhager Untertanen verwaltete man von Eschelberg aus.
Die Graphik von Georg Matthäus Vischer zeigt Lichtenhag um 1670 bereits als Ruine.

Burgruine Lichtenhag
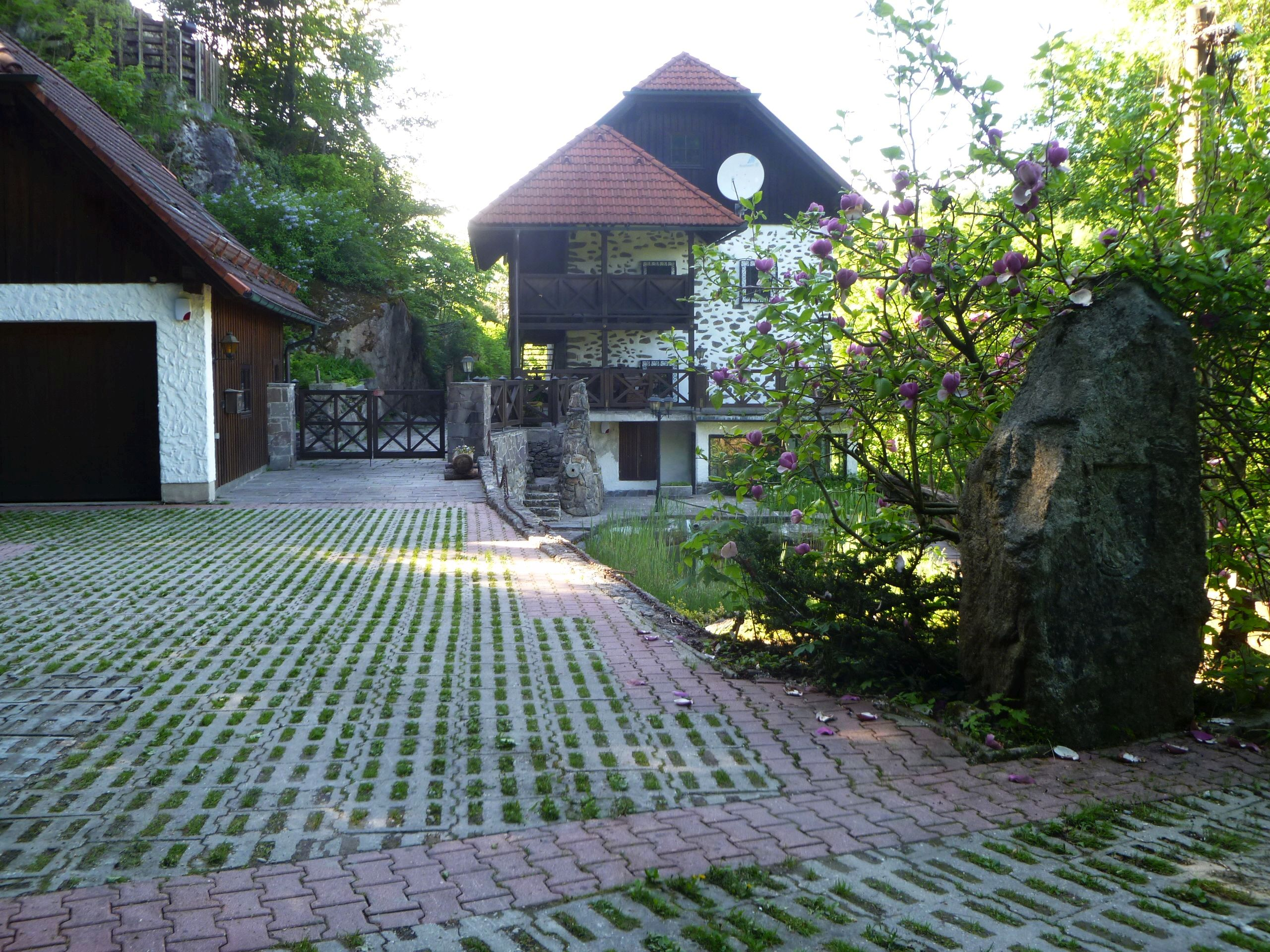
Wochenendhaus unterhalb der Burg
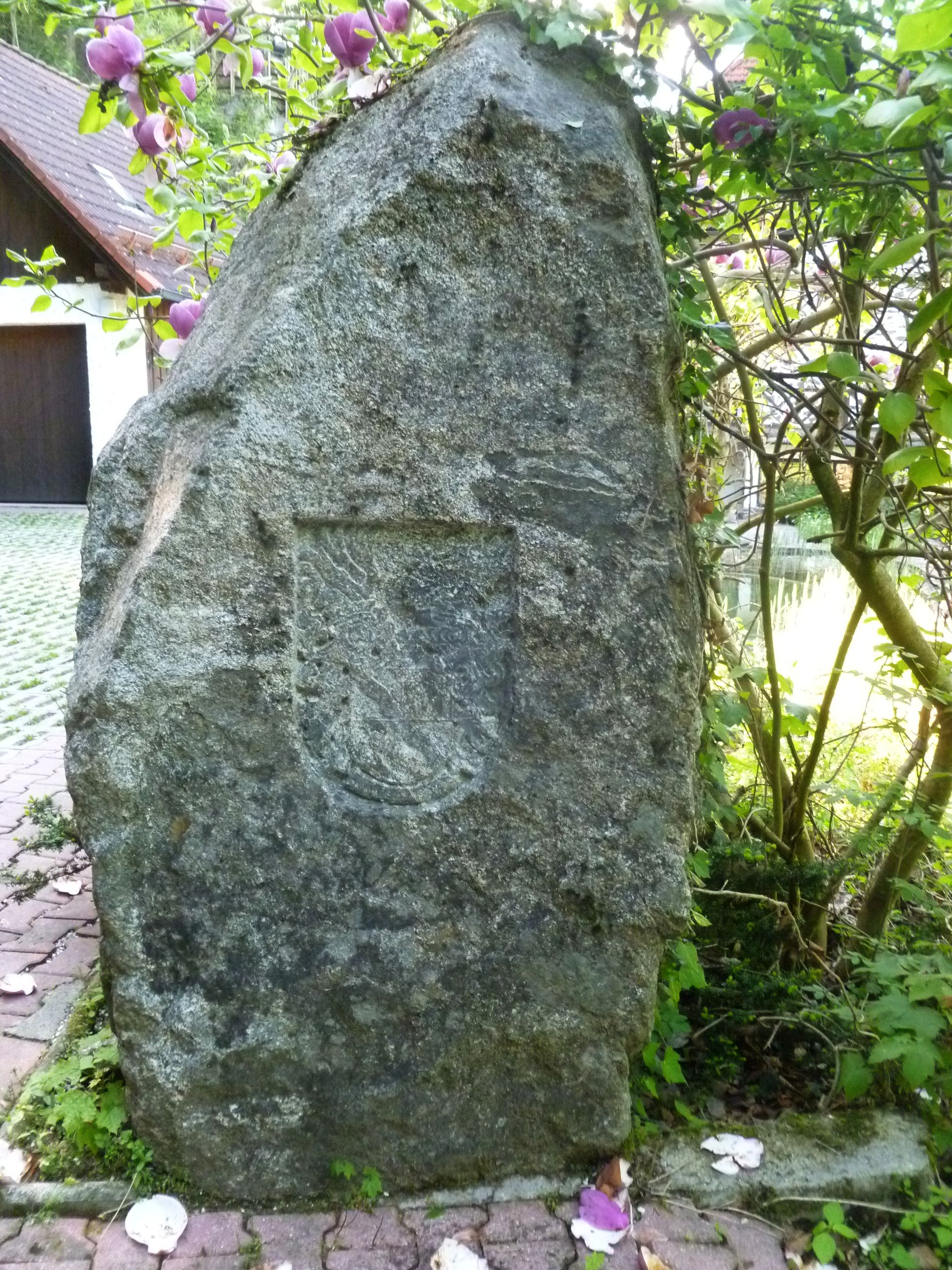
Wappenstein

Seit 1954/1955 wurden denkmalpflegerische Maßnahmen gesetzt, um den Wohnturm vor weiterem Verfall zu bewahren. 1964 wurde die Burgruine von Kurt Wöss gekauft und der Vorbau zum Wochenenddomizil umgebaut. Seit 2012 ist die Burgruine im Besitz von Harald und Renate Kogler. Die Ruine ist nicht allgemein zugänglich, kann aber nach Voranmeldung besichtigt werden.